# José Vela Zanetti
José Vela Zanetti (n. 27 mai 1913, Milagros⁠(d), Castilia și León, Spania – d. 4 ianuarie 1999, Burgos, Castilia și León, Spania) a fost un pictor și muralist spaniol care a lucrat în Spania, Republica Dominicană și Statele Unite.

## Primii ani
Vela Zanetti s-a născut la Milagros (provincia Burgos), Spania, la 27 mai 1913. Și-a petrecut copilăria în León și mai târziu s-a mutat la Madrid, unde a studiat sub îndrumarea lui José Ramón Zaragoza⁠(d). În 1931, prima sa expoziție personală a avut loc la León. A primit o bursă pentru a studia în Italia în 1933.
În 1936, în timpul războiului civil spaniol, tatăl lui Vela Zanetti a fost executat pentru convingerile sale socialiste. La sfârșitul războiului, în 1939, Vela Zanetti a plecat în exil în Republica Dominicană, la fel ca artiștii Josep Gausachs⁠(d) și Eugenio Granell⁠(d).

## Republica Dominicană
Vela Zanetti a avut un succes deosebit în Republica Dominicană. A avut prima sa expoziție personală la Santo Domingo la un an de la sosirea acolo, iar cariera sa de muralist a înflorit. Vela Zanetti a fost însărcinat să picteze peste 100 de picturi murale în țară, inclusiv lucrări în Clădirea Justiției, Banca Centrală și Biblioteca Națională (toate în Santo Domingo). Pe lângă faptul că a lucrat ca artist, a devenit profesor la Școala Națională de Arte Frumoase din Santo Domingo în 1945 și a fost numit director al școlii în 1949.

## New York
Vela Zanetti a câștigat o bursă Guggenheim pentru artiști hispanici în 1951. A folosit bursa pentru a călători la New York și a decis să rămână acolo câțiva ani. În 1953, el a pictat cea mai faimoasă lucrare a sa Lupta omenirii pentru o pace durabilă, o pictură murală la sediul ONU din New York. Pictată într-o paletă sumbră de albastru și maro, lucrarea descrie ororile războiului și arată oameni care colaborează pentru a reconstrui lumea.

## Întoarcerea în Spania
În 1960 s-a întors la Milagros, Spania, locuind în casa în care s-a născut. În ultimii săi ani, artistul s-a concentrat pe picturile de șevalet, în special portrete, naturi statice, peisaje și lucrări religioase. A murit pe 4 ianuarie 1999, la Burgos, Spania, la vârsta de 85 de ani.